# Bjelkarøy-Buarøyna
Ne doit pas être confondu avec Bjelkarøy.
Bjelkarøy-Buarøyna est une île norvégienne du comté de Hordaland appartenant administrativement à Øygarden.

## Description
Rocheuse et couverte d'une légère végètation, elle s'étend sur environ 853 m de longueur pour une largeur approximative de 409 m.  